# Heidi Kollanen
Heidi Kollanen (Tampere, 6 juni 1997) is een voetbalspeelster uit Finland. Ze speelt als aanvaller voor Vittsjö GIK in de Damallsvenskan.

## Clubcarrière
Kollanen doorliep in haar jeugdjaren de jeugdopleiding van FC Ilves alvorens ze voor de club haar debuut maakte in de Kansallinen Liiga, het hoogste vrouwenvoetbalniveau van Finland. Na vier seizoen voor deze club te hebben gespeeld, ging ze in 2016 studeren aan de Universiteit van Florida en voetballen bij de Florida State Seminols. In 2016 keerde ze terug naar haar geboorteland waar ze zich op 28 november 2017 voegde bij PK-35. In het begin van 2018 liep Kollanen echter een knieblessure op. Op 15 september 2018 wist Kollanen vijfmaal tot scoren te komen in een 5-1 overwinning op Turun Palloseura. Tijdens het seizoen 2018 groeide Kollanen uit tot clubtopscorer van PK-25 Vantaa.
Op 20 november 2018 ging Kollanen bij het Italiaanse Tavagnacco haar eerste buitenlandse avontuur aan. Met deze club was ze actief in de Serie A.
Na twee seizoenen maakte ze de overstap naar het Zweedse KIF Örebro DFF. Op 30 december 2020 verlengde Kollanen haar contract in Örebro. Kollanen stapte op 22 december 2023 over naar competitiegenoot Vittsjö GIK, waar ze een tweejarig contract tekende.

## Statistieken
| Seizoen | Club           | Land    | Competitie        | Wedstrijden | Doelpunten |
| ------- | -------------- | ------- | ----------------- | ----------- | ---------- |
| 2012    | FC Ilves       | Finland | Kansallinen Liiga | 8           | 1          |
| 2015    | FC Ilves       | Finland | Kansallinen Liiga | 23          | 24         |
| 2016    | FC Ilves       | Finland | Kansallinen Liiga | 15          | 11         |
| 2018    | PK-35          | Finland | Kansallinen Liiga | 22          | 15         |
| 2017    | Tavagnacco     | Italië  | Serie A           | 15          | 5          |
| 2019    | KIF Örebro DFF | Zweden  | Damallsvenskan    | 15          | 4          |
| 2020    | KIF Örebro DFF | Zweden  | Damallsvenskan    | 14          | 2          |
| 2021    | KIF Örebro DFF | Zweden  | Damallsvenskan    | 9           | 1          |
| 2022    | KIF Örebro DFF | Zweden  | Damallsvenskan    | 26          | 4          |
| 2023    | KIF Örebro DFF | Zweden  | Damallsvenskan    | 26          | 7          |
| 2024    | Vittsjö GIK    | Zweden  | Damallsvenskan    | 22          | 1          |
| 2025    | Vittsjö GIK    | Zweden  | Damallsvenskan    | 0           | 0          |
| Totaal  | Totaal         | Totaal  | Totaal            | 195         | 75         |

Laatste update: 16 maart 2025

## Interlandcarrière
Kollanen werd voor het eerst opgeroepen voor de Finse nationale ploeg tijdens de kwalificatiereeks voor het WK 2019. Ze maakte haar eerste interlanddoelpunt in een wedstrijd tegen Albanië door tot scoren te komen in de 26ste minuut. Haar tweede interland maakte Kollanen op 8 oktober 2019, eveneens tegen Albanië. Een derde interlanddoelpunt volgde op 22 februari 2023 in een interland tegen Roemenië. In 2019 en 2020 werd Kollanen opgenomen in de Finse selectie voor de Cyprus Women's Cup.
In 2022 was Kollanen eveneens onderdeel van de Finse selectie op het EK 2022. Een jaar later was ook onderdeel van de selectie van Finland die voor het eerst de Cyprus Women's Cup wist te winnen.